# Escut de Senterada
L'escut oficial de Senterada té el següent blasonament:
Escut caironat: d'or, un moltó de gules dret encollarat, clarinat i ungulat d'atzur, acompanyat de 2 rodelles de gules carregades de 3 palles d'or posades en banda, una a cada costat. Per timbre una corona mural de poble.

## Història

Escut antic de Senterada

Va ser aprovat el 13 d'octubre de 1988 i publicat al DOGC el 9 de novembre del mateix any amb el número 1066, substituint l'escut antic que, per absència d'un escut propi, era el de Catalunya, simplement amb el nom del poble a la capçalera.

## Interpretació
El poble va pertànyer majoritàriament a la baronia de Bellera, dins el comtat de Pallars (els pobles de Burguet, Cérvoles i Naens, pertanyents a Senterada, eren dels Erill). El moltó de gules sobre camper d'or són les armes dels barons de Bellera, i les dues rodelles contenen les armes parlants dels comtes de Pallars, tres palles d'or sobre camper de gules.